# Lelapo

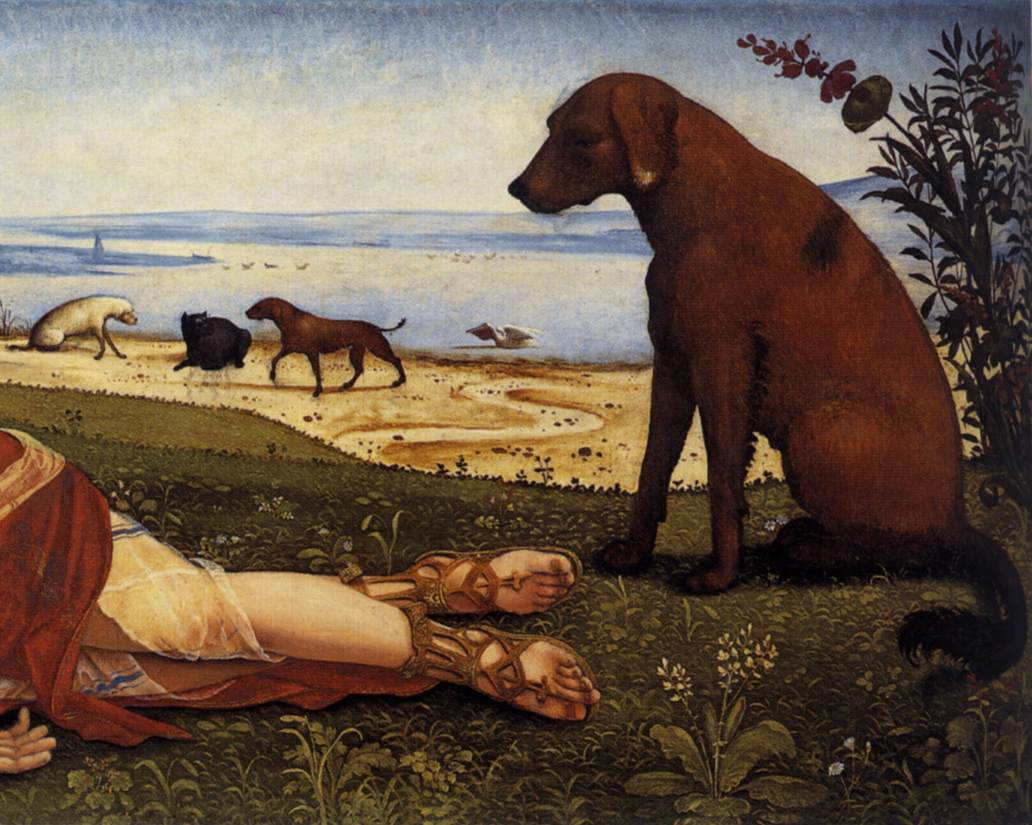
Lelapo nel dipinto della Morte di Procri di Piero di Cosimo (1495 circa)

Nella mitologia greca Lelapo (in greco antico: Λαῖλαψ?, Laîlaps) era un cane tanto veloce che nessuna preda riusciva a sfuggirgli. Questo cane ebbe un lungo elenco di proprietari, tra cui Procri, figlia del Re Eretteo di Atene e moglie di Cefalo. Le fonti divergono su come Procri sia venuta in possesso dell'animale: secondo una versione, il cane le fu dato da Artemide, dea della caccia; secondo un'altra, Lelapo fu il cane dato da Zeus a Europa, dal cui figlio Minosse, re di Creta, passò a Procri. Insieme al cane le fu offerto un giavellotto che non mancava mai il bersaglio; questo si dimostrò un regalo sfortunato, poiché fu con esso che il marito Cefalo l'uccise accidentalmente durante una partita di caccia.
Cefalo ereditò il cane e se lo portò dietro a Tebe (nella Beozia, a nord di Atene) dove una volpe malvagia stava devastando la campagna. La volpe di Teumesso era tanto veloce da apparire destinata a non essere mai catturata. Secondo il mito, tuttavia, il cane da caccia Lelapo era destinato a catturare qualsiasi preda gli capitasse a tiro. Zeus tramutò dunque entrambi in pietre, e sistemò il cane in cielo come il Cane Maggiore.